# زندانی (فیلم ۲۰۱۹)
زندانی (به تامیلی: Kaithi) و (به انگلیسی: Prisoner) فیلمی هندی محصول سال ۲۰۱۹ و به کارگردانی لوکش کاناگاراج است. در این فیلم بازیگرانی همچون کارتی، نارین و آرجون داس ایفای نقش کرده‌اند.